# سلیک راک (کلرادو)
سلیک راک (به انگلیسی: Slick Rock) یک منطقهٔ مسکونی در ایالات متحده آمریکا است که در شهرستان سن میگل، کلرادو واقع شده‌است. سلیک راک ۱٬۶۹۰ متر بالاتر از سطح دریا واقع شده‌است.